# Лота
 Лота  (ісп. Lota) — місто і морський порт в Чилі. Адміністративний центр однойменної комуни. Населення — 47 339 чоловік (2002). Місто і комуна входить до складу провінції Консепсьйон і регіону Біобіо.
Іспанський губернатор Анхель де Переда заснував Лоту в 1662 році, статус міста Лота отримала 5 січня 1875 року.
Територія комуни — 135,8 км². Чисельність населення — 48710 мешканців (2007). Щільність населення — 358,69 чол. / км².
Разом з містами Консепсьйон, Талькауано, Чигуайанте, Коронель, Сан-Педро-де-ла-Пас, Уалькі, Уальпен і Пенко утворює Великий Консепсьйон — другу за чисельністю агломерацію країни з населенням 889 тисяч жителів (2002).

## Розташування
Місто розташоване на березі затоки Арауко Тихого океану за 30 км на південь від адміністративного центру регіону — міста Консепсьйон.
Комуна межує:
- на півночі — з комуною Коронель;
- на сході — з комуною Санта-Хуана;
- на півдні — з комуною Арауко;
- на заході комуна виходить до берега Тихого океану.

## Демографія
Згідно з відомостями, зібраними в ході перепису Національним інститутом статистики, населення комуни становить 48 710 осіб, з яких 23864 чоловіки і 24 846 жінок.
Населення комуни становить 2,46% від загальної чисельності населення регіону Біо-Біо, 0,23% відноситься до сільського населення і 99,77% — міське населення.

## Галерея

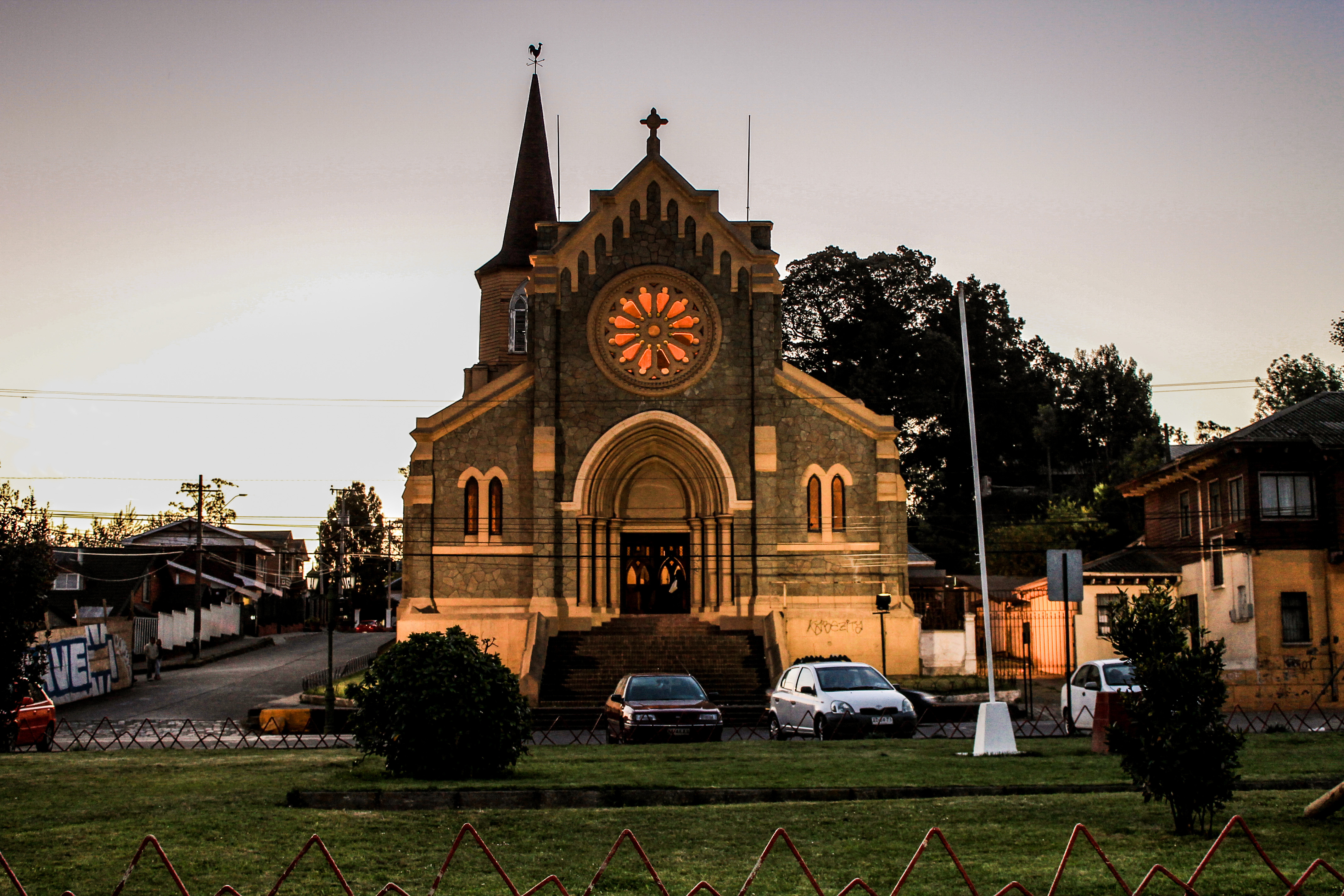
Церква у Лоті
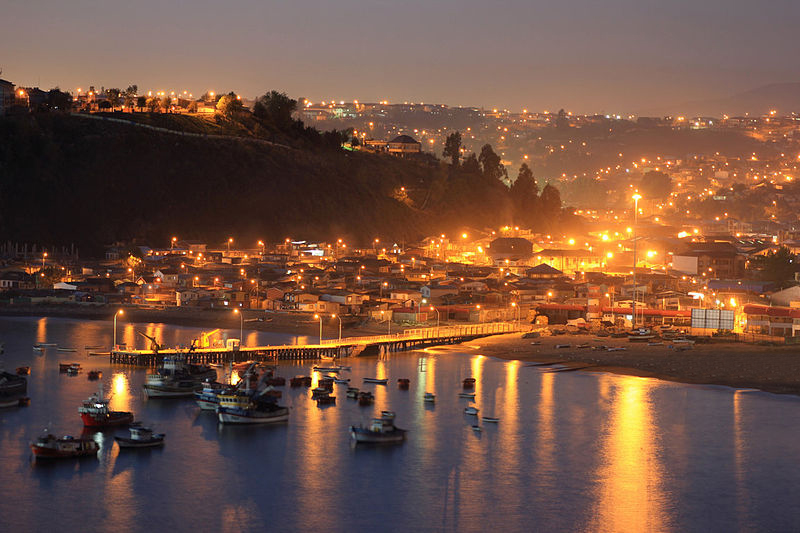
Порт Лоти
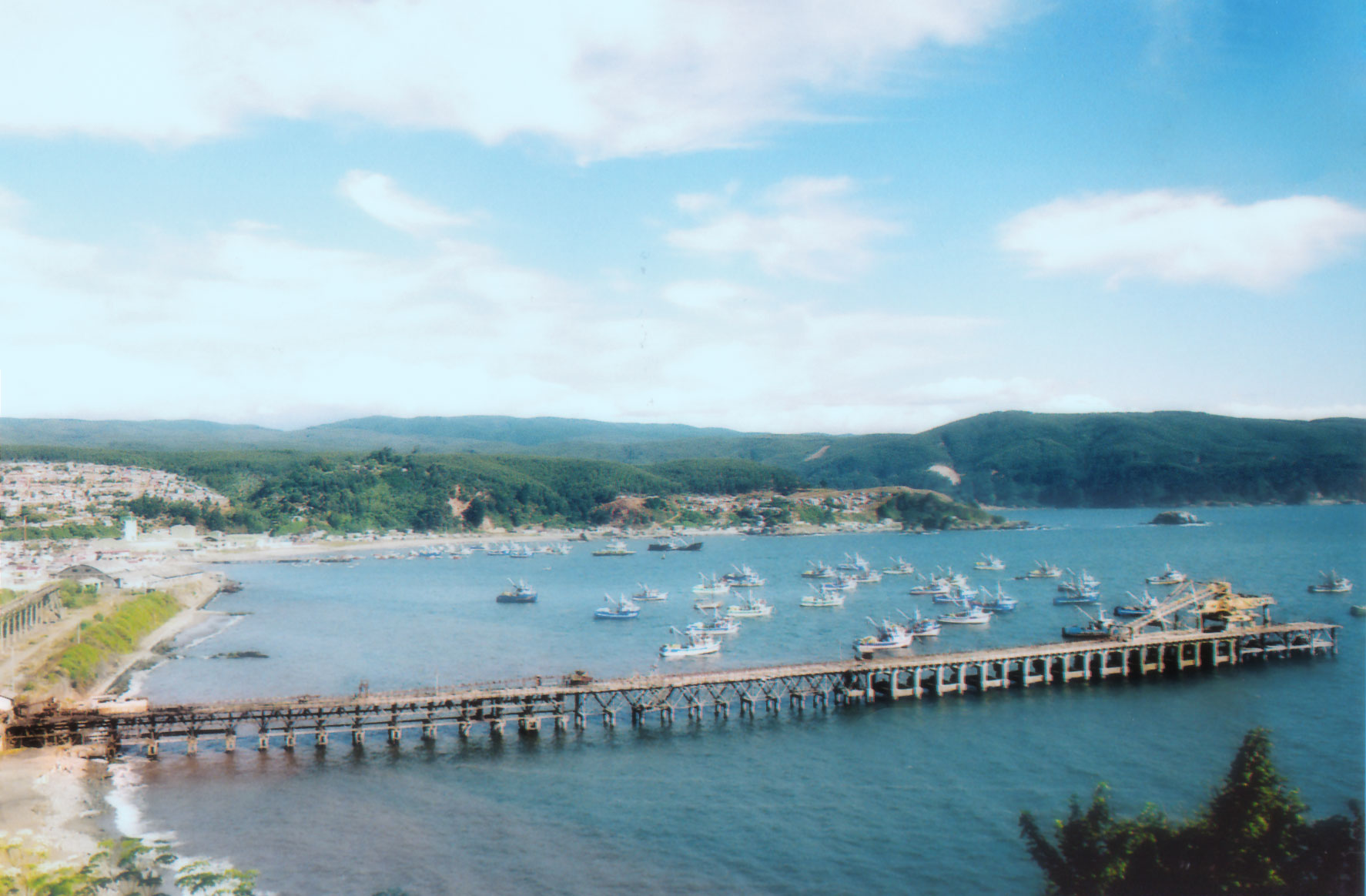
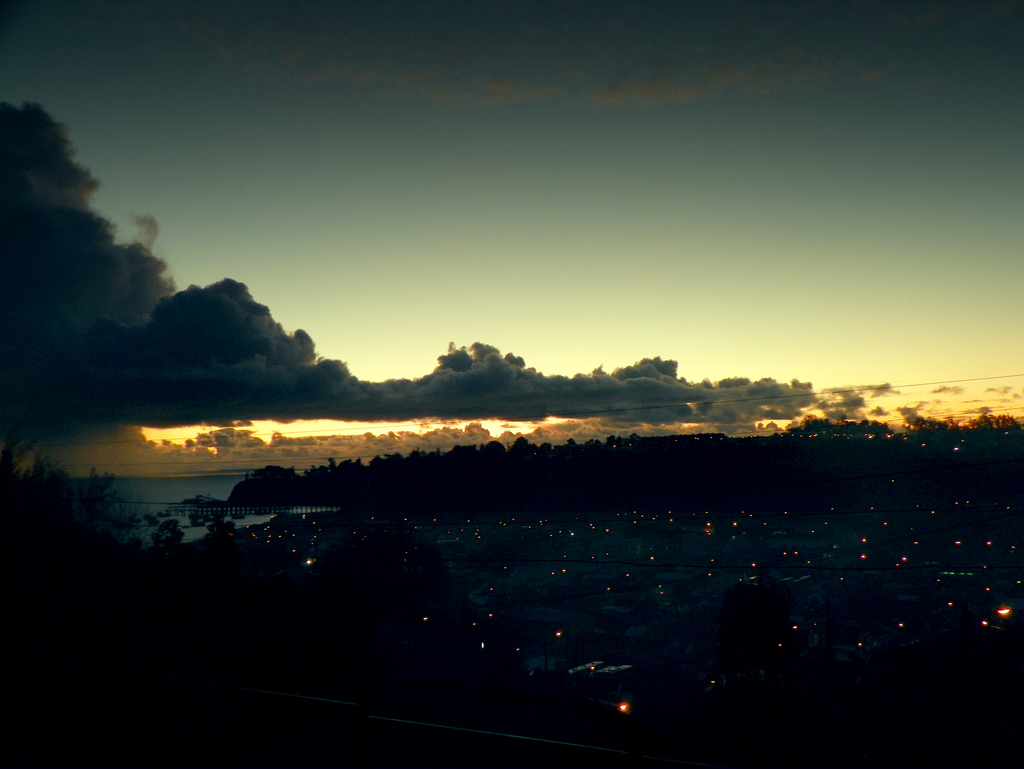
Захід сонця у Лоті